# ولادیمیر مانچف
ولادیمیر مانچف (بلغاری: Владимир Манчев؛ زادهٔ ۶ اکتبر ۱۹۷۷) بازیکن فوتبال اهل بلغارستان است.
از باشگاه‌هایی که در آن بازی کرده‌است می‌توان به باشگاه فوتبال هبار پازارجیک، باشگاه فوتبال لوانته، باشگاه فوتبال رئال وایادولید، باشگاه فوتبال سلتاویگو، باشگاه فوتبال زسکا صوفیه، باشگاه فوتبال لیل، و باشگاه فوتبال لوکوموتیو صوفیه اشاره کرد.
وی همچنین در تیم ملی فوتبال بلغارستان بازی کرده‌است.
و همچنین می‌توان از باشگاه هایی که در آن مربی گری کرده می‌توان به باشگاه فوتبال زسکا صوفیه اشاره کرد. 